# Walther Kossel

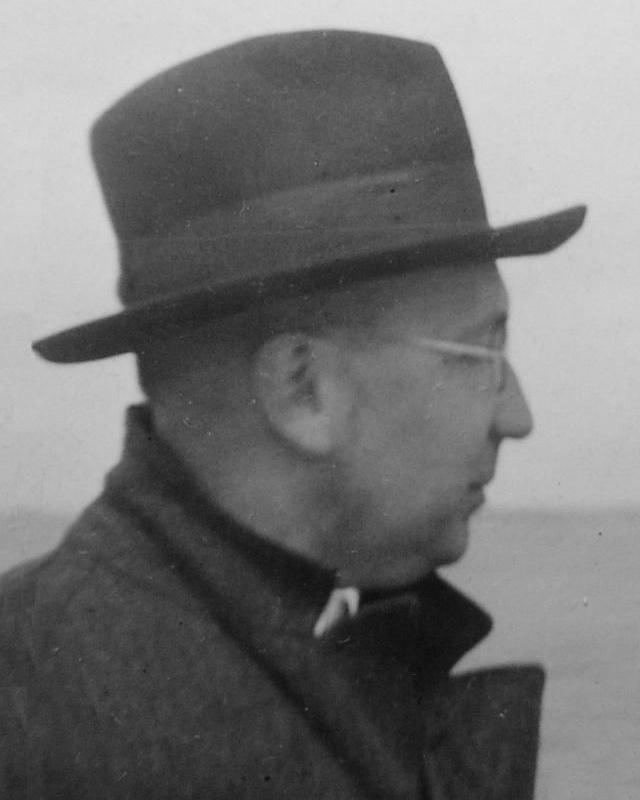
Walther Kossel (1928)

Walther Kossel (Berlijn, 4 januari 1888 – Tübingen, 22 mei 1956) was een Duits natuurkundige.
Kossel was achtereenvolgens professor in de fysica aan de universiteiten van Kiel en Danzig. Sinds 1947 had hij een leeropdracht aan de universiteit te Tübingen. Hij bestudeerde vooral de ionbinding.
In 1934 vond hij het naar hem genoemde effect waardoor röntgenstraleninterferenties optreden binnen kristallen.